# Caucasiozetes flagellifer
Caucasiozetes flagellifer är en kvalsterart som först beskrevs av Sandór Mahunka 1989.  Caucasiozetes flagellifer ingår i släktet Caucasiozetes och familjen Microzetidae. Inga underarter finns listade i Catalogue of Life.